# ETERNAL SONGS II
『ETERNAL SONGS II』（エターナル・ソングス・ツー）は、森口博子の3枚目のベスト・アルバム。1992年7月22日にキングレコードから発売された。

## 解説
- スターチャイルド系などのアニメソングの主題歌を中心にした、初音源も含むベスト・アルバム[2]。
- 別冊子にて、本人が曲解説をしている。

## 批評
| 専門評論家によるレビュー | 専門評論家によるレビュー |
| レビュー・スコア         | レビュー・スコア         |
| 出典                     | 評価                     |
| ------------------------ | ------------------------ |
| CDジャーナル             | 肯定的                   |

CDジャーナルは、「アニメ・ファンなら感涙だけど純粋な森口ファンには脈絡のない作品が羅列されてる印象。しかし、隠したい過去を堂々と清算する姿勢には大拍手。」と肯定的に評価している。

## 収録曲
| #         | タイトル                                         | 作詞                  | 作曲               | 編曲         | 時間  |
| --------- | ------------------------------------------------ | --------------------- | ------------------ | ------------ | ----- |
| 1.        | 「Last, Last Dance」                             | 安藤芳彦              | 山梨鐐平           | 根岸貴幸     | 4:05  |
| 2.        | 「遊ばなくっちゃ くるっちゃう」                  | 前田耕一郎            | 前田克樹           | 藤原いくろう | 3:53  |
| 3.        | 「ETERNAL WIND」(オリジナル・シングルバージョン) | 西脇唯                | 西脇唯・緒里原洋子 | 門倉聡       | 4:43  |
| 4.        | 「Josephine」                                    | フィリップ・H・ローズ | 日本ファルコム     | 矢野立美     | 2:36  |
| 5.        | 「僕は君のティンカーベル」                       | 荒川和久              | 馬飼野康二         | 馬飼野康二   | 3:43  |
| 6.        | 「NEVER SAY GOODBYE」(オリジナル・OVAサイズ)     | 安藤芳彦              | 和泉一弥           | 根岸貴幸     | 1:49  |
| 7.        | 「ジェネレーション」                             | 椎名恵                | 大内義昭           | 倉富義隆     | 3:49  |
| 8.        | 「Sorcerian」                                    | フィリップ・H・ローズ | 日本ファルコム     | 矢野立美     | 2:51  |
| 9.        | 「WILD CAT」                                     | 安藤芳彦              | 戸塚修             | 戸塚修       | 3:56  |
| 10.       | 「エンドレス・ドリーム」                         | 竜真知子              | 芹澤廣明           | 矢島賢       | 3:28  |
| 11.       | 「遠くから見ていて」                             | 竜真知子              | 芹澤廣明           | 矢島賢       | 4:13  |
| 12.       | 「真夏のアリス」                                 | 山梨鐐平              | 山梨鐐平           | 根岸貴幸     | 4:32  |
| 合計時間: | 合計時間:                                        | 合計時間:             | 合計時間:          | 合計時間:    | 43:38 |

## 楽曲解説
1. Last, Last Dance
  - 2ndアルバム『Prime Privacy』収録曲。
2. 遊ばなくっちゃ くるっちゃう
  - 8thシングル「恋はタヒチでアレアレア!」カップリング曲。アルバム初収録。
  - テレビ朝日系『ビデオあなたが主役』オープニングテーマ
3. ETERNAL WIND
  - 9thシングル。シングルバージョンはアルバム初収録。
  - 松竹映画『機動戦士ガンダムF91』主題歌
4. Josephine
「ファルコム・スペシャル・ボックス'89」収録曲。
5. 僕は君のティンカーベル
  - 初CD化。
  - 自民党CMイメージソング
6. NEVER SAY GOODBYE
  - OVA『エースをねらえ! ファイナル・ステージ』主題歌。アルバム初収録。
  - 2ndアルバム『Prime Privacy』収録の「カリビアン ブルー」の歌詞を替え、1コーラスに編集したもの。
7. ジェネレーション
  - アルバム初収録。
  - T.D.K OVA『サーキット・エンジェル〜決意のスターティング・グリット』主題歌
8. Sorcerian
「ファルコム・スペシャル・ボックス'89」収録曲。
9. WILD CAT
  - テレビアニメ『鎧伝サムライトルーパー』のデビューアルバム『君を眠らせない』収録曲。
10. エンドレス・ドリーム
  - 5thシングル。
  - 日本テレビ系アニメーション『エースをねらえ!2』オープニングテーマ
11. 遠くから見ていて
  - 5thシングル「エンドレス・ドリーム」カップリング曲。
  - 日本テレビ系アニメーション『エースをねらえ!2』エンディングテーマ
12. 真夏のアリス
  - 2ndアルバム『Prime Privacy』収録曲。
  - OVA『エースをねらえ! ファイナル・ステージ』エンディングテーマ